# 월터스 미술관
월터스 미술관(영어: Walters Art Museum)은 미국 메릴랜드주 볼티모어에 있는 미술관이다.

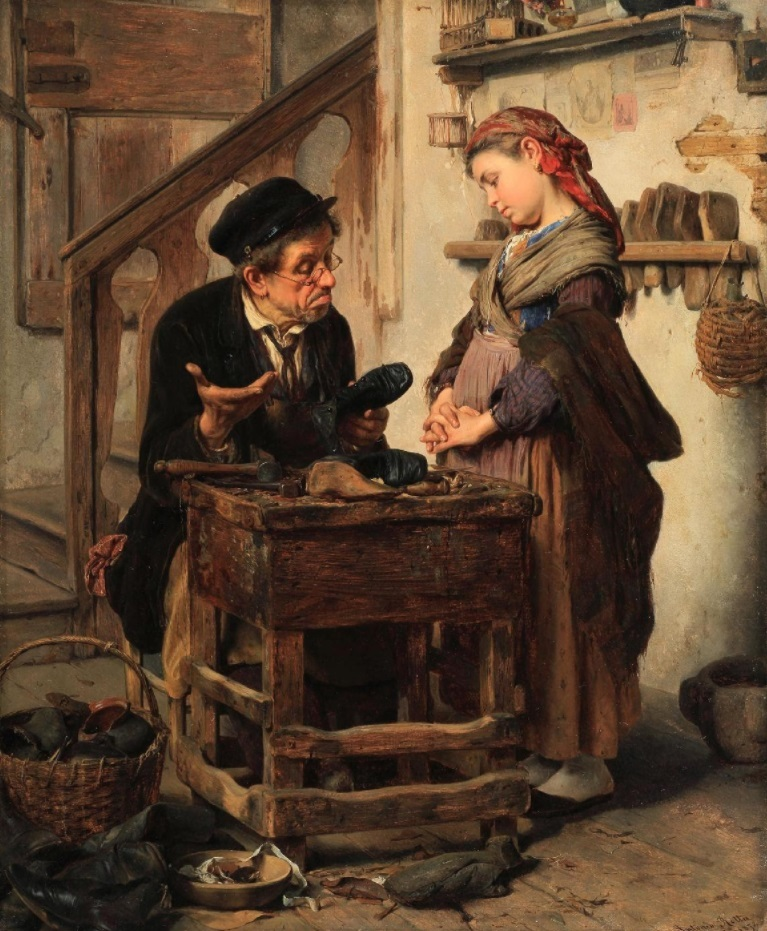
Antonio Rotta, Il caso senza speranza, 1871

## 역사
사업가인 윌리엄 톰프슨 월터스와 그의 아들 헨리 월터스는 미술품 수집가로도 활동해서 서양 회화와 고대 그리스·로마 시대의 미술품 등을 수집했다. 헨리는 찰스 스트리스의 건물을 구입하여 거기에 컬렉션을 소장하고 있었지만 1931년에 사망 이후 22,000점의 컬렉션은 볼티모어에 유증되었다. 1934년, 월터스 아트 갤러리(Walters Art Gallery)로 개관하였으며, 2000년 월터스 미술관(Walters Art Museum)으로 이름을 바꾸었다.

## 같이 보기
- 피바디 음악원